# Une affaire privée (série télévisée)
Pour les articles homonymes, voir Une affaire privée.
Une affaire privée est une web-série espagnole (création originale de Prime Video) portée par le duo d'actrice et d'acteur Aura Garrido et Jean Reno. Elle a été créée par Ramón Campos, Teresa Fernández-Valdés et Gema R. Neira (directeurs de Bambú Productions), qui sont à l'origine d'autres séries à succès telles que Velvet, Grand Hôtel ou Les Demoiselles du téléphone. La série, tournée entre Vigo et Pontevedra, débute le 16 septembre 2022 sur la plate-forme de streaming Prime Video (Amazon) et se compose de 8 épisodes de 50 minutes chacun.

## Synopsis
En Galice à la fin des années 40, Marina Quiroga (Aura Garrido) est une jeune femme issue de la haute société qui a toujours eu l'âme d'une détective (fruit d'une complicité dans son enfance avec son père commissaire depuis décédé). Un soir sur le port, elle découvre le corps d'une prostituée venant tout juste de se faire poignarder avant d'être elle même attaquée par le tueur de cette dernière. Ayant réussi à lui échapper après l'avoir blessé, elle se confronte au refus de son frère tout juste intronisé commissaire de police de son aide sur l'enquête.
Marina décide alors d'entreprendre de son côté la traque de celui qui s'avère être un tueur en série avec l'aide de son fidèle majordome et ami Héctor (Jean Reno), un homme sensible et observateur. Surmontant les préjugés de l'époque envers les femmes, les tentatives de sa mère pour la marier et que le chef de police soit son propre frère, Arturo (Pablo Molinero), Marina va démontrer ses talents de détective à travers son courage, son sens de la déduction et son opiniâtreté. Elle va prouver par la même occasion l'absurdité du fait qu'une femme ne puisse pas être policière à l'époque (la série se déroule dans les années 1940).

## Distribution
- Aura Garrido (VF : Jessica Monceau) : Marina Quiroga
- Jean Reno (VF : lui-même) : Héctor
- Gorka Otxoa (VF : Anatole de Bodinat) : Pablo Zarco
- Pablo Molinero (VF : Boris Rehlinger) :  Arturo Quiroga
- Álex García (VF : Marc Arnaud) :  Andrés Castaño
- Ángela Molina (VF : Sylvie Genty) : Doña Asunción (la mère de Marina)
- Irene Montalá (VF : Audrey Sourdive) : Margot
- Tito Valverde : Antón Ramírez
- Julieta Serrano (VF : Colette Venhard) : Chusa Malpica
- Monti Castiñeiras (VF : Loïc Houdré) : Alfonso Quiroga

 Source et légende : version française (VF) sur RS Doublage